# 김두하
김두하(金斗河, 일본식 이름: 金山富河, 1894년 ~ ?)는 일제강점기 경상북도 영일군의 자산가로, 태평양 전쟁 때 거액의 기부금을 내고 전쟁에 협력했다.

## 생애
일본 도쿄에 유학하여 세이소쿠가쿠엔 고등학교의 전신인 정칙중학교에서 수학하고 고향에 돌아온 뒤 곡물, 금융, 교육, 수산업 등 여러 분야의 사업에 종사했다. 수산업에 성공하여 명태공장을 운영하고 선박을 여러 척 거느리는 부호가 되었으며 1926년 포항 읍회의원과 1930년 경상북도 도평의원, 1933년 도회의원, 1941년 관선 도회의원을 지냈다. 30세 무렵 포항 면협의회원 경력부터 시작하여 1945년 일본이 태평양 전쟁에 패할 때까지 중간의 4년가량 공백기를 제외하면 약 22년간 공직에 있었다.
김두하는 영일 수리조합장을 역임하는 등 이 지역의 유지로 활동했고, 1940년 경상북도에 있는 포항고등여학교에 기원 2600년 봉안전(奉安殿) 기념 건설비 1만 5000원을 기부했으며, 같은해 봉축회 및 기원2600년축천 기념식전에 초대를 받아 기원 2600년축전기념장을 받았다. 그뿐만아니라 1943년 경상북도에 있는 포항공립중학교에 신설비 1만원을 기부해서 감수포장을 받았다. 1942년 대동아전쟁에서 일본군의 승리를 기원하기 위해 애국기헌납운동에 자진하여 5만원 상당의 애국기 1대를 단독으로 헌납할 것을 결의함으로써 같은 해 조선군 애국부에 애국기(일명:金山號)1대의 헌납 수속을 완료했다.
광복 직전인 1945년 7월에 치안 유지를 위해 조직된 단체인 포항경방단 부단장을 일본인 단장 밑에서 지내기도 했다. 1935년 총독부가 편찬한 《조선공로자명감》에 조선인 공로자 353명 중 한 명으로 수록되어 있다. 일제로부터 1940년 황기 2006년을 기념하여 일본에서 열린 축전에 초청받아 쇼와 천황을 만난 바 있고, 황기 2006년 기념장도 받았다.
광복 후 1949년 반민족행위특별조사위원회에 체포되어 조사를 받았다. 당시 연령은 56세였다. 반민특위에서는 태평양 전쟁 중 비행기금으로 5만 원이라는 거액을 기부하고, 1941년 도회의원 자격으로 경북도 도회의에 참석하여 일본군 출정부대에 대한 감사 전문 발송을 긴급동의로 결의한 일, 1944년 도회의에서 전쟁 지원을 위해 총궐기할 것과 황군 장병에게 전보 발송할 것을 결의한 일 등을 추궁받았다.
김두하는 이같은 혐의에 대해 대부분 본의가 아니었다는 식으로 답하였고, 특히 기부금은 아들을 학병으로 징병하는 문제로 위협을 당해 내놓게 된 것이라고 답변했다. 혐의 사실 중 1934년 포항국방의회에 가입한 사실은 부인했다. 《경북연감》에 따르면, 김두하는 이 단체의 부회장과 고문을 맡은 것으로 되어 있었다.
또 재산이 1945년 광복 직전 최전성기를 맞았다가 반민특위에서 조사를 받을 때는 4년 만에 이미 크게 줄어 있어 조사관은 재산의 대량 처분에 다른 의도가 없었는지를 의심하기도 했다. 김두하는 당시 조선민주주의인민공화국의 영역이 된 강원도와 함경남도 지역으로 수산업을 확장하였다가 해당 재산을 행사할 수 없게 되었기 때문이라고 답변했다.
2008년 발표된 민족문제연구소의 친일인명사전 수록예정자 명단 중 경제 부문과 지역유력자 부문에 선정되었다.

## 참고 자료
- 반민족행위특별조사위원회, 〈피의자 심문조서 - 김두하[깨진 링크(과거 내용 찾기)]〉(1949년 5월 20일)
- 친일인명사전편찬위원회 (2009). 《친일인명사전》. 334~336쪽.